# Oorlogsmonument Wedderveer
Het oorlogsmonument in de Groningse plaats Wedderveer is een monument ter nagedachtenis aan de slachtoffers van de Tweede Wereldoorlog.

## Beschrijving
Het monument, ook vermeld als 'oorlogs- en verzetsgedenkteken', werd gemaakt door de beeldhouwer Wladimir de Vries. Het bestaat uit een natuurstenen sculptuur van een staande vrouw, gekleed in een gedrapeerd gewaad. Ze heeft een ontbloot bovenlijf en houdt haar handen achter haar rug. Het beeld is geplaatst op een klein voetstuk, waarop in reliëf is te lezen: 

1940 - 1945
OPDAT WIJ
NIET VERGETEN

Op 5 mei 1950 werd het monument onthuld door mevrouw E. Mulder, weduwe van de eerste 'martelaar voor de vrijheid' in de toenmalige gemeente Wedde.
Tijdens de jaarlijkse dodenherdenking worden bloemen en kransen bij het monument gelegd.